# Carlos van Lanckere
Carlos van Lanckere est un acteur belge d'expression néerlandaise.

## Filmographie
- 1967 : De filosoof van Haeghem : Naeten
- 1969 : Wij, heren van Zichem (série télévisée) : Pover (trois épisodes)
- 1970 : Beschuldigde sta op (série télévisée, épisode De zaak lachaert) : Frans
- 1971 : Mira : Deken Broeke
- 1973 : Een mens van goede wil (série télévisée)
- 1975 : Verbrande brug : Frans
- 1978 : Het verloren paradijs : Sus
- 1979 : De paradijsvogels (série télévisée : Gust Verhelle
- 1979 : Grueten broos (téléfilm)
- 1985 : De vlaschaard